# خولیو بیارئال
خولیو بیارئال (اسپانیایی: Julio Villarreal‎؛ ‏ ۷ نوامبر ۱۸۸۵ – ۴ اوت ۱۹۵۸) بازیگر و کارگردان فیلم اهل مکزیک بود.
از فیلم‌ها یا برنامه‌های تلویزیونی که وی در آن نقش داشته است، می‌توان به گیجی، میشل استروگف و مشعل اشاره کرد.